# HTC Magician
HTC Magician（研發代號），是台灣宏達電公司所推出的智慧型手機，曾是全球最迷你的PDA Phone。適合女性消費者的PDA手機，2004年9月於歐洲首度發表，2005年3月推出適合男性消費者的升級版Magician Refresh。
已知客製版本：
Magician：Qtek S100，Qtek S110，Dopod 818，O2 Xda II Mini，T-Mobile MDA Compact，i-mate JAM，i-mate JAM（Limited Charcoal Edition）
Magician Refresh：Dopod 828，Dopod 828+，Orange SPV M500，Vodafone VPA Compact，Krome Spy

## Magician技術規格
- 處理器：Intel XScale PXA270 416MHz
- 作業系統：Windows Mobile 2003 Pocket PC Phone Second Edition
- 記憶體：ROM：64MB，RAM：64MB
- 尺寸：108.2 毫米 X 58 毫米 X 18.2 毫米
- 重量：150g（含電池）
- 螢幕：QVGA 解析度、2.8 吋 TFT-LCD 平面式觸控感應螢幕
- 網路：GSM/GPRS
- 藍牙：Bluetooth 1.2
- 相機：130萬畫素相機
- 擴充：支援MMC/SDIO介面記憶卡
- 電池：1200mAh充電式鋰或鋰聚合物電池

## Magician Refresh技術規格
- 處理器：Intel XScale PXA270 416MHz
- 作業系統：Windows Mobile 2003 Pocket PC Phone Second Edition
- 記憶體：ROM：64MB，RAM：128MB
- 尺寸：108.2mm X 58mm X 18.2mm
- 重量：150g（含電池）
- 螢幕：QVGA 解析度、2.8 吋 TFT-LCD 平面式觸控感應螢幕
- 網路：GSM/GPRS
- 藍牙：Bluetooth 1.2
- 相機：130萬畫素相機
- 擴充：支援MMC/SDIO介面記憶卡
- 電池：1200mAh充電式鋰或鋰聚合物電池

## 外部連結
- HTC（页面存档备份，存于）
- Qtek
- Dopod